# Planchonella myrsinoides
Planchonella myrsinoides là một loài thực vật có hoa trong họ Hồng xiêm. Loài này được (A.Cunn. ex Benth.) S.T.Blake ex Francis miêu tả khoa học đầu tiên năm 1951.